# Relacions entre Guinea Bissau i Suècia
Les relacions entre Guinea Bissau i Rússia es refereix a les relacions diplomàtiques entre Guinea Bissau i Suècia. L'ambaixador de Suècia al Senegal és acreditat a Guinea Bissau. Suècia té un consolat honorari a Bissau. Guinea Bissau és representat a Suècia a través de la seva ambaixada a Brussel·les i un cònsol a Estocolm.

## Període colonial i guerra d'alliberament
Els contactes entre Suècia i la zona que més tard es va convertir en l'estat independent de Guinea Bissau van ser marginals fins a finals de 1960. Mentre que les relacions comercials entre Suècia i Portugal va augmentar ràpidament després que els dos països s'han sumat a l'EFTA en 1960, hi va haver pocs contactes entre Suècia i les possessions portugueses a Àfrica. Les importacions de l'Àfrica Occidental Portuguesa (que en les estadístiques sueques van incloure Guinea Portuguesa, Cap Verd, São Tomé i Príncipe i Angola) representaven sols un 0,04% de les importacions sueques (2,3 milions de corones sueques) en 1950. les exportacions a l'Àfrica occidental portuguesa van ascendir a 0,03% (1,8 milions de corones) de les exportacions sueques totals en el mateix any. Per a l'any 1960 les importacions sueques d'aquestes àrees es va mantenir en al voltant de 0,03%, mentre que les exportacions sueques havien augmentat lleugerament (0,08% del total de les exportacions sueques).
El primer moviment d'alliberament africà que va tenir un ampli programa de cooperació establert amb el govern suec va ser el Partit Africà per la Independència de Guinea i Cap Verd (PAIGC). El primer contacte documentat entre el PAIGC i Suècia es va produir a principis de 1960, quan Amílcar Cabral va sol·licitar al periodista suec Anders Ehnmark de llançar una crida per donar suport a la lluita d'alliberament a Guinea Bissau (després d'una campanya solidària pels refugiats angolesos del diari Expressen d'Ehnmark va un gran ressò per part del públic suec). Cap el 1967, el secretari internacional del Partit Socialdemòcrata Suec, Pierre Schori, havia visitat Portugal. Al seu retorn a instar al seu partit per donar suport PAIGC. Des de finals de 1960, els dos partits desenvoluparen relacions mútues.
El gener de 1967 un grup de parlamentaris del Partit Comunista de Suècia (inclòs Lars Werner) havia presentat una moció parlamentària sol·licitant que Suècia donés assistència al moviment d'alliberament de Moçambic FRELIMO, però la moció va ser rebutjada per la Comissió Permanent d'Afers Exteriors. Un any més tard, el Partit Comunista va emetre una sol·licitud similar (signada per C.-H. Hermansson), sol·licitant que Suècia donés assistència als moviments d'alliberament de les colònies portugueses a Àfrica, a través de la CONCP (que incloïa el PAIGC). També es va rebutjar aquesta. En l'hivern de 1968 Cabral va visitar Suècia (convidat pel Partit Socialdemòcrata), la primera de moltes visites. Durant aquesta visita també es va reunir amb Hermansson.
En aquest moment, el PAIGC tenia un representant resident a Suècia, Onésimo Silveira. Silviera serviria en aquest càrrec fins a novembre de 1972.
El novembre de 1968, el govern suec va decidir donar suport a la resolució 2395 de l'Assemblea General de l'ONU, on es fa una crida a l'autonomia de les colònies portugueses d'Àfrica. D'altra banda, l'ambaixador suec a Libèria  (Olof Ripa) va visitar Conakry i va demanar garanties Sékou Touré que el govern de Guinea no s'oposaria a que l'ajuda pública sueca es canalitzés a través de Guinea Conakry a la àrees controlades pel PAIGC.
No obstant això, en 1969 no sols els parlamentaris comunistes van demanar suport oficial suec per als moviments anticolonials a les possessions portugueses d'Àfrica, sinó també els seus col·legues socialdemòcrates, del Partit del Centre i del Partit Popular. Al maig de 1969 es va aprovar la decisió del suport suec per als moviments anticolonials a les colònies portugueses d'Àfrica. Suècia es va convertir així en el primer país occidental rn donar suport oficial a aquestes organitzacions. No obstant això, mentre que l'ala esquerra i els moviments de solidaritat suecs anomenaren 'suport incondicional' a la lluita armada del PAIGC, l'ajuda oficial sueca es limitava a les activitats no militars. El dretà Partit Moderat va ser l'única força parlamentària que es va oposar a l'assistència sueca als moviments anticolonials.
Un factor clau darrere de la decisió del govern suec a iniciar esforços d'ajuda al PAIGC va ser el fet que a finals de la dècada de 1960 el PAIGC controlava una vasta secció del territori del país i que el moviment va buscar l'ajuda estrangera per a organitzar-hi els serveis socials, de salut i educació en aquestes àrees. Entre mitjans de 1969 i mitjan 1975 el PAIGC va rebre a 45,2 milions de corones sueques en ajuda de l'Estat suec, que representa dos terços de l'ajuda sueca als moviments d'alliberament africans durant aquest període. Suècia va ser el donant més important de material no militar al PAIGC durant l'última fase de la guerra d'alliberament. Existia una manca de coordinació en la divisió de facto del treball entre Suècia i la Unió Soviètica, mentre que Suècia subministrava al PAIGC donacions no militars, la Unió Soviètica va proporcionar l'armament per al lluita armada.
La posició de Suècia cap a PAIGC va activar d'altres països occidentals a prendre posicions similars. El 1972 Noruega va trencar les files de l'OTAN (Portugal, contra qui el PAIGC estava lliurant la lluita armada, era membre de l'OTAN) i va iniciar un programa d'assistència oficial per al PAIGC.
El propi Cabral havia estat molt involucrat en el disseny i seguiment dels projectes de cooperació Sueco-Guineans. Després de l'assassinat de Cabral en 1973 Olof Palme va enviar el seu condol al PAIGC i a la vídua de Cabral, afirmant que Cabral havia estat "un dels principals líders del Tercer Món".

## Després de la independència
Guinea Bissau es va declarar independent el 24 de setembre de 1973. En aquell moment, el PAIGC encara estava en guerra amb les forces armades portugueses al país. A Suècia grups com els partits d'esquerra i comunistes i els Grups de Solidaritat amb Àfrica demanaren al govern suec que reconegués Guinea Bissau. No obstant això, no s'establiria el reconeixement diplomàtic oficial fins al 9 d'agost de 1974 (després de la revolució dels clavells), un mes abans que Portugal va retirar oficialment les seves reclamacions de la zona.
Després de la independència de Guinea Bissau, les relacions econòmiques entre els dos països es van concentrar al voltant de l'ajuda al desenvolupament de Suècia a Guinea Bissau. Després del reconeixement de la independència de Guinea Bissau, que era l'únic país de l'Àfrica Occidental en ser designat "país programa per al desenvolupament" d'assistència de Suècia. Entre mitjans de 1974 i mitjans de 1995 l'assistència per al desenvolupament de Suècia va representar el 2.500 milions de corones. Suècia va ser un dels tres principals països donants de Guinea Bissau durant aquest període. D'altra banda, les exportacions de Guinea Bissau a Suècia seguia sent marginals, durant el període 1975-1980 el pic de les exportacions de Guinea a Suècia era de 275.000 corones a l'any.